# YBM
와이비엠(영어: YBM)은 1961년에 창립된 어학교육 그룹이다.
YBM은 대한민국의 학교용 영어 교과서를 만들기도 했다.

## 발자취
1961년 4월에 시사영어사 창립을 시작으로, 많은 영어 교재 및 사전을 출간하여 현재까지도 계속 출간하고 있다.
1982년 1월에 TOEIC을 도입하여 첫 시험을 시행하였고, 3월에 국제교류진흥회를 발족하여 시험을 주관하게 되었으며, 1985년부터 JPT를, 1988년 서울 대원레코드사에서 하오톡 중국어 1,2,3 오디오 CD가 출시하였다. 1996년부터 영어 말하기 시험인 SEPT를 도입하여 여러 시험을 주관하고 있다.
1974년 1월에 뉴월드 학원을 개원(현 YBM e4u 어학원)하는 것을 시작으로 1983년 9월에 대한민국 최초의 원어민 강사 영어학원인 ELS를 여는 등 학원 사업에도 손을 대기 시작했으며, 1992년 주니어 영어 어학원인 YBM ECC를 개원하였다.
2000년 6월에는 온라인 교육 사업(YBM 시사닷컴)에도 손을 대기 시작하였으며, 2011년에는 제주특별자치도 서귀포시에 국제학교인 한국국제학교 제주캠퍼스를 설립하였다.
1987년 5월에는 종로2가에 사옥을 증축하였다.
과거에는 서울음반(로엔엔터테인먼트)을 설립하여 음반 사업도 하였으나, 2005년에 SK그룹으로 편입되었다.